# Дёсовский
Дёсовский (якут.  ) — упразднённый посёлок в Нерюнгринском районе Якутии России. Входил в состав Хатыминского наслега, упразднённого в 2001 году.

## География
Расположен на юге региона, при реке Хангас-Дес.

## История
Постановлением Правительства Республики Саха (Якутия) от 10 июля 1998 года № 322 в Хатыминском наслеге из учётных данных административно-территориального деления были исключены населённые пункты Десовский, Перекатный, Суон-Тит, Таёжный.

## Инфраструктура
Разработка Дёсовского железорудного месторождения.
Дёсовское месторождение расположено в верховьях реки Дёс.